# ザクセン戦争 (カール大帝)
ザクセン戦争（ザクセンせんそう、ドイツ語: Sachsenkriege、英語: Saxon Wars）は、772年にはじまり804年に終結したカール大帝率いるフランク王国とザクセン人との間の30年以上にわたる戦争。

## ザクセン人とその社会
ザクセン人については、紀元前1世紀の『ガリア戦記』（ガイウス・ユリウス・カエサル）や1世紀の『ゲルマニア』（タキトゥス）には記録がみえず、2世紀中頃の史料に初めて登場する。もともとは北ドイツのホルシュタイン地方南西部一帯に居住していたとみられるが、2世紀から4世紀にかけて徐々に生存圏を拡大していき、4世紀後半から5世紀にかけては、一部のザクセン人がアングル人やジュート人とともにブリテン島に上陸し、今日のイギリス人（アングロ・サクソン人）のもととなった。6世紀初頭には、ライン川一帯まで勢力を広げ、7世紀末には多数の部族を吸収して大部族として成長を遂げ、エルベ川からエムス川にかけての広汎な地域に居住域を拡大した。
ザクセン社会は貴族、自由民および解放奴隷から構成されていたが、他のゲルマン系諸族とは異なり、貴族とそれ以外の身分の者との通婚は禁じられていた。6世紀後半以降、ザクセン人の社会ではフランク人との抗争の激化にともなって政治的な統合が進み、部族全体に関わる問題を決議する集会がヴェーザー川中流河畔のマルクローで開催するようになったという。宗教面では、フランク人やゴート人とは異なり、キリスト教を受容せず、伝統的な神々への信仰を守った。

## ザクセン戦争の展開と結果
フランク王国がザクセン人に対する征服戦争を開始したのはカール1世（カール大帝）の父ピピン3世（小ピピン）が宮宰を務めたメロヴィング朝時代末期の738年にさかのぼり、領土拡張とキリスト教（アタナシオス派）の布教を目指したものであったが、ザクセン人は改宗に応じず、抵抗を続けた。フランク王国はライン川中流域からマイン川に沿ってフランク族のドイツ植民をさかんにおこない、これによって「オストフランケン（東のフランク）」と称される人工的な部族国家の形成を促してドイツ支配の拠点とした。
772年、カール1世率いるフランク王国がザクセンの聖樹イルミンスルを破壊してザクセン征服に乗り出したことでザクセン戦争が始まった。彼はこののちザクセンに対し、10回以上におよぶ遠征をおこなうこととなる。軍事的に優勢なフランク王国に対しては、当初より、その傘下に入るザクセン貴族が続々と現れたという。

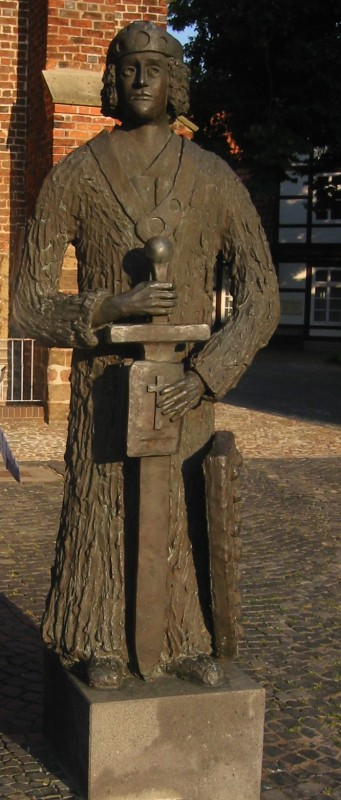
ヴィドゥキント

777年、フランクとザクセン双方からの同数の貴族から構成される共同議会が開催された。ザクセンの王ヴィドゥキントが文献資料に登場するのはこのときが最初で、ヴィドゥキントはデーン人の国（デンマーク）に逃れ、その王の庇護のもとフランク王国に対抗する会合をしばしば開いたという。
778年、カール1世がスペインのカタルーニャに転戦したのち、782年にはヴィドゥキントはザクセンに帰還し、部族を率いてフランク領に侵攻、その一軍を壊滅させる戦果をあげた。それに対し、カール1世が帰還すると状況は一転し、780年にはフランク軍はエルベ川まで進攻して、マクデブルクとハレに城砦を建造した。カール1世はヴィドゥキントを攻撃し、多くのザクセン人を処刑した。なかでも、782年、ヴェーザー川支流アラー川の河畔フェルデンでザクセン人の捕虜4,500人を虐殺的に処刑したことは、カールのもとで活躍したアルクィンが記録に残している
785年、ザクセンの地を平和裡に手中に収めたいカールは、異教を守ってゲリラ的抵抗を続けるヴィドゥキントに対し、降伏してキリスト教に改宗するよう呼びかけた。同年、ヴィドゥキントは彼の部族とともに降伏し、アティニー宮においてカール1世も臨席のうえ洗礼を受けた。カールはヴィドゥキントをザクセン公としたが、これ以降のヴィドゥキントはザクセン戦争には参加せず、修道院で隠遁生活をおくったとされる。
797年、カール1世はキリスト教秩序を尊重しない者は死罪と定めた782年制定の法令を改めて、罰金刑とした。
戴冠を終えて「大帝」となったカール1世は、804年にザクセン人を完全に服属させ、この戦争は終結した。これによってカールはドイツの大半を征服し、フランク人を移住させるなどの方法で反抗をおさえ、キリスト教アタナシオス派（カトリック教会）の受容を促した。また、部族の社会組織そのものは温存させたうえで従来のザクセン社会の有力者を伯（Graf）などの官職に任じて統治に当たらせた。
ザクセン戦争の結果、異教を守って最後まで抵抗をつづけたザクセン人の国家もフランク王国の版図の一部となった。また、このことは、ヨーロッパのキリスト教文明の成立において決定的な意味を持った。